# Donja Ravska
Donja Ravska (cyr. Доња Равска) – wieś w Bośni i Hercegowinie, w Republice Serbskiej, w mieście Prijedor. W 2013 roku liczyła 45 mieszkańców.